# Патрікеті
Патрікеті (груз. პატრიკეთი) — село в Грузії.
За даними перепису населення 2014 року в селі проживає 1319 осіб.